# راودئا
راودئا (به لاتین: Ravda) یک منطقهٔ مسکونی در بلغارستان است که در شهرستان نسبار واقع شده‌است. راودئا ۱٬۷۴۵ نفر جمعیت دارد.